# Naturschutzgebiet Oberes Hasselbachtal
Das Naturschutzgebiet Oberes Hasselbachtal ist ein 4,7 ha großes Naturschutzgebiet (NSG) westlich von Stübbeken im Stadtgebiet von Iserlohn im Märkischen Kreis in Nordrhein-Westfalen. Das NSG wurde 1997 vom Kreistag des Märkischen Kreises mit dem Landschaftsplan Nr. 4 Iserlohn ausgewiesen. Das NSG geht bis an die Stadtgrenze zu Hagen und grenzt hier an das auf Hagener Stadtgebiet liegende, 56,4 ha große Naturschutzgebiet Henkhauser- und Hasselbachtal. Das NSG besteht aus zwei Teilflächen.

## Gebietsbeschreibung
Bei dem NSG handelt es sich um das Hasselbachtal mit Laubwald.

## Schutzzweck
Das Naturschutzgebiet wurde zur Erhaltung und Entwicklung des Hasselbachtal mit Wald und als Lebensraum gefährdeter Tier- und Pflanzenarten ausgewiesen. Wie bei anderen Naturschutzgebieten in Deutschland wurde in der Schutzausweisung darauf hingewiesen, dass das Gebiet „wegen der landschaftlichen Schönheit und Einzigartigkeit“ zum Naturschutzgebiet wurde.